# تشاونسي أ. غودريش
تشاونسي أ. غودريش (بالإنجليزية: Chauncey Allen Goodrich)‏ هو معجمي أمريكي، ولد في 23 أكتوبر 1790 في نيو هيفن في الولايات المتحدة، وتوفي بنفس المكان في 25 فبراير 1860.